# Championnat des îles Féroé de football 1967
Navigation
Meistaradeildin 1966 Meistaradeildin 1968
C'est le KÍ Klaksvík qui remporte le titre cette année après avoir terminé en tête du classement, avec deux points d'avance sur le HB Tórshavn.

## Les clubs participants
| \| B36 HB KÍ TB VBV \| Localisation des clubs engagés dans le championnat 1967. |
| B36 HB KÍ TB VBV                                                                |

- B36 Tórshavn

- HB Tórshavn

- KÍ Klaksvík - Tenant du Titre

- TB Tvøroyri

- VB Vágur

## Compétition

### Classement[n 1]
| Rang | Équipe              | Pts | J | G | N | P | Bp | Bc | Diff |
| ---- | ------------------- | --- | - | - | - | - | -- | -- | ---- |
| 1    | KÍ Klaksvík (T) (C) | 14  | 8 | 7 | 0 | 1 | 36 | 9  | +27  |
| 2    | HB Tórshavn         | 12  | 8 | 6 | 0 | 2 | 38 | 18 | +20  |
| 3    | B36 Tórshavn        | 10  | 8 | 4 | 0 | 4 | 26 | 14 | +12  |
| 4    | VB Vágur            | 4   | 8 | 2 | 0 | 6 | 16 | 38 | -22  |
| 5    | TB Tvøroyri         | 2   | 8 | 1 | 0 | 7 | 5  | 42 | -37  |

|  | Vainqueur du championnat 1967                                |
|  | (T) Tenant du titre (C) Vainqueur de la Coupe des îles Féroé |

### Résultats[n 1]
| Résultats (▼dom., ►ext.) | B36 | HB  | KÍ  | TBT | VBV |
| B36 Tórshavn             |     | 2-3 | 2-3 | 7-0 | -   |
| HB Tórshavn              | 1-3 |     | 5-2 | 9-0 | 7-4 |
| KÍ Klaksvík              | 3-1 | 6-0 |     | -   | 5-1 |
| TB Tvøroyri              | 0-3 | 1-4 | 0-6 |     | 3-1 |
| VB Vágur                 | 4-1 | -   | 0-5 | 6-1 |     |

## Bilan de la saison
| Championnat des îles Féroé de football 1967 |                         |
| Champion                                    | KÍ Klaksvík (11e titre) |
| Coupes et trophées                          |                         |
| Vainqueur de la Coupe des îles Féroé 1967   | KÍ Klaksvík             |
| Qualifications continentales                |                         |
| Promotions et relégations                   |                         |
| Promus en Meistaradeildin                   | non                     |
| Relégués en Meðaldeildin                    | non                     |